# Katrina Bowden
Katrina Bowden (Wyckoff, 19 de setembro de 1988) é uma atriz estadunidense. É mais conhecida por seus papéis de Britney Jennings em One Life to Live (2006) e de Cerie em 30 Rock (2006–presente).

## Formação e carreira
Bowden estudou no já inexistente Saint Thomas More School em Midland Park, New Jersey, onde concluiu o ensino médio. Mais tarde cursou o Immaculate Heart Academy, do Washington Township, no Bergen County, também de New Jersey.
Em 2006 assinou um contrato ABC para participar em 2 episódios da soap opera televisiva One Life to Live como Britney. Estrelou ainda outros papéis menores em Law & Order: SVU e em vídeos musicais. No mesmo ano Katrina assinou contrato com a NBC, para integrar o elenco do sitcom 30 Rock. 
Em abril de 2011 foi cotada pela revista masculina Esquire como a Sexiest Woman Alive (Mulher Mais Sexy) de 2011.

## Filmografia
- 2005: Dance Dance para Fall Out Boy
- 2006: One Life to Live como Britney Jennings (período: 26 de setembro 26  – 4 de outubro de 2006)
- 2006: Law & Order: SVU como Danna Simpson (1 episode)
- 2006 – present: 30 Rock como Cerie (81 episódios)
- 2007: Uma Vida Roubada como Bronson Girl (filme para TV)
- 2007: Psych como Coed (1 episódio)
- 2008: Sex Drive como Ms. Tasty
- 2008: After Hours para We Are Scientists
- 2008: I'd Rather Be With You como Joshua Radin
- 2009: Ratko: The Dictator's Son como Holly
- 2009: The Shortcut como Christy
- 2010: Ugly Betty como Heather (1 episódio)
- 2010: Pretend Time como Hilary (1 episódio)
- 2010: Tucker & Dale vs Evil como Allison (Premiada no Sundance Film Festival)
- 2010: A True Story. Based on Things That Never Actually Happened...And Some That Did como Daena
- 2011: The Last Film Festival como Young Starlet
- 2011: CollegeHumor Originals como Julie (1 episódio)
- 2012: Piranha 3DD como Shelby
- 2012: New Girl como Holly (1 episódio)
- 2012: Hold Your Breath como Jerry
- 2011: American pie - Reunion como Mia
- 2013: Miss Jackson para Panic! at the Disco (curta)
- 2013: Scary Movie 5(Todo Mundo em Panico 5) como Natalie
- 2013: Para Maiores como Stacey
- 2013: Nurse 3D como Danni Rogers
- 2013: A True Story como Deanna
- 2015: The Last Film Festival como Young Starlet
- 2015: Public Morals como Fortune (10 episódios)
- 2015: I Killed My BFF como Shane Riley (filme para TV)
- 2016: Monolith como Sandra
- 2016: Hard Sell como Bo
- 2017: Framed by My Fiancé (Original) Não Sou Culpada